# Festival international du film d'Helsinki
Le Festival international du film d'Helsinki, également appelé Festival Love & Anarchy (Rakkautta & Anarkiaa en finnois), est un festival de cinéma finlandais non compétitif qui se déroule à Helsinki chaque année au mois de septembre depuis 1988. Le nom Love & Anarchy, qui se traduit par Amour & Anarchie, vient du film homonyme de 1973 réalisé par Lina Wertmüller, intitulé Film d'amour et d'anarchie en français.
Le festival a attiré en 2016 environ 60 000 personnes pour plus de 180 films projetés.

## Histoire
Créé en 1988, le Festival international du film d'Helsinki cherche à montrer des films qui ne sont pas projetés dans les cinéma finnois. Le festival, qui est le plus gros de Finlande, promeut en général les films inventifs et controversés.
Les films projetés sont réalisés aussi bien par des réalisateurs très connus que par de nouveaux réalisateurs. Les premières années, le festival était très centré sur les films japonais et hongkongais. Depuis, bien que des films asiatiques soient toujours projetés, le festival a élargi ses horizons et projette aujourd'hui des films originaires de tous les continents. Les parrains idéologiques du festival sont entre autres Wong Kar-wai, Spike Lee, Peter Greenaway, Gaspar Noé, John Woo, David Cronenberg, Takeshi Kitano, Todd Solondz, Takashi Miike ou encore Hayao Miyazaki. 
Au cours de ses trente ans de vie, le Festival international du film d'Helsinki est passé de deux écrans de projection à dix-sept écrans. 

## Catégories de récompense
- Prix du public (Audience Award)
- Meilleur long métrage (Best Feature Film)

## Palmarès 2016

### Prix du public

#### Meilleur long métrage
- Les Cowboys •  France